# Întâmpinarea la Templu (Bellini)
Întâmpinarea la Templu este un tablou care înfățișează întâmpinarea Domnului, pictat de către maestrul italian Giovanni Bellini în jurul anului 1460. Acesta se află la Fondazione Querini Stampalia, în Veneția, Italia.

## Istoric
Datarea acestui tablou este incertă, deși este de obicei considerat a fi ulterior tabloului Întâmpinarea la Templu a lui Andrea Mantegna (Berlin, cca. 1455), din care Bellini s-a inspirat cu privire la amplasamentul personajelor.
Nu se cunoaște cine a comandat cele două tablouri și nici dacă personajele, după cum se sugerează uneori, sunt portrete ale membrilor familiilor Mantegna și Bellini.

## Descriere și stil
Personajele principale sunt aproape aceleași ca cele din tabloul lui Mantegna: Fecioara ține Copilul, ale cărui picioare sunt așezate pe o pernă, în timp ce un Simeon cu barbă vine să-l ia. În față se află în Sf. Iosif, care, potrivit unor cercetători, ar fi portretul tatălui lui Bellini, Jacopo. În laterale au fost adăugate alte două personaje, care aglomerează imaginea. În afară de tatăl său, alte elemente de identificare includ autoportretul autorului și portretul lui Mantegna (sau al fratelui său, Gentile Bellini) pentru cei doi bărbați din dreapta și Nicolosia, sora lui Giovanni și a lui Gentile, și soția lui Mantegna, împreună cu mama lor, Anna, pentru femeile din stânga.
Bellini a înlocuit și cadrul de bronz al lui Mantegna cu un parapet, aducând personajele mai aproape de observator, și a omis aureolele acestora.